# Cẩm Bình, Kiềm Đông Nam
Cẩm Bình (chữ Hán giản thể: 锦屏县, bính âm: Jǐnpíng Xiàn, âm Hán Việt: Cẩm Bình huyện) là một huyện thuộc Châu tự trị dân tộc Miêu và dân tộc Đồng Kiềm Đông Nam, tỉnh Quý Châu, Cộng hòa Nhân dân Trung Hoa. Huyện này có diện tích 1597 km², dân số năm 2002 là 210.000 người. Mã số bưu chính của huyện Cẩm Bình là 556700. Chính quyền huyện Cẩm Bình đóng ở trấn Tam Giang. Về mặt hành chính, huyện này được chia thành 7 trấn và 8 hương.
- Trấn: Tam Giang, Mao Bình, Đồng Cổ, Đôn Trại, Khởi Mông, Bình Lược và Bình Thu.
- Hương: Đại Đồng, Tân Hóa, Long Lý, Cố Bản, Chung Linh, Hà Khẩu, Ngạn Động và Ngẫu Lý.